# بيري بيز
بيري بيز هي سلسلة كتب أطفال إيطالية من تأليف الثنائي كارولينا كابريا وماريا مارتوتشي، المعروفتين أيضًا باسم كات لو بلانك. نُشرت السلسلة في 27 مارس 2018 بواسطة فابري، تحتوي السلسلة على 6 عناوين حتى الآن. عادة ما يُصدر كتابين في نفس اليوم. تُرجمت الكتب إلى الإسبانية والكاتالونية والبرتغالية والسلوفينية والفرنسية والتركية والروسية والرومانية والمجرية والعربية والمقدونية. لم تُترجم إلى الإنجليزية بعد 

## الملخص
لولا وبوبي وجولييت هم ثلاث فتيات يتمتعن بمواهب استثنائية وصداقة وحياة سرية. حولتهم السيدة بيري الغامضة إلى عملاء نحل في وكالة استخبارات النحل BIA (وكالة استخبارات النحل). وبفضل قدرتهم على اختراق الأنظمة وقراءة الأفكار وخفة الحركة، كلفوا بمهام لا يستطيع العملاء البالغون القيام بها.

## الكتب
1. ثلاثة جواسيس لملكة جمال/ثلاثة جواسيس لخطأ واحد (27 مارس 2018 [2])
2. مهمة الياقة الذهبية/عملية الياقة الذهبية [1] (27 مارس 2018 [3])
3. مهمة الأميرة/ الأميرة كويست [1] (23 أكتوبر 2018 [4] )
4. العملاء المحاصرون/الوكلاء في ترابولا [1] (23 أكتوبر 2018 [5] )
5. خطر في باريس/بيريكولو باريجي [1] (16 أبريل 2019 [6] )
6. مهمة عرض الخيل/ الجواسيس الراكضون [1] (16 أبريل 2019 [7] )

## مسلسل تلفزيونى
في 16 أكتوبر 2018، أُعلن عن إنتاج سلسلة رسوم متحركة مستوحاة من الكُتب.  عُرض المسلسل لأول مرة على 9غو! في أستراليا في 5 أكتوبر 2019.